# Witkułowo
Witkułowo (ros. Виткулово) – wieś (sieło) w Rosji, w obwodzie niżnonowogrodzkim, w rejonie sosnowskim. W 2010 liczyła 557 mieszkańców.